# Mbah (Banyo)
Pour les articles homonymes, voir Mbah.
Mbah  ou Mba est un village de la commune de Banyo situé dans la région de l'Adamaoua et le département du Mayo-Banyo au Cameroun.

## Population
En 1967, Mbah comptait 328 habitants, principalement Foulbe.
Lors du recensement de 2005, 942 personnes y ont été dénombrées.